# Sisó d'Oustalet
El sisó d'Oustalet (Lophotis gindiana) és una espècie de gran ocell de la família dels otídids (Otididae) que habita estepes i sabanes de Somàlia, Etiòpia, Uganda, Kenya i Tanzània.